# Koto Baru (Iv Nagari)
Koto Baru is een bestuurslaag in het regentschap Sijunjung van de provincie West-Sumatra, Indonesië. Koto Baru telt 3014 inwoners (volkstelling 2010).